# Тригеминална дупља
Тригеминална или Мекелова дупља (лат. cavum trigeminale - Meckeli) је фиброзна ложа, која се налази на предњој страни петрозног дела слепоочне кости у тзв. тригеминалном удубљењу (лат. impressio trigemini). У њој је смештен тригеминални ганглион и задњи крајеви завршних грана трограног кранијалног нерва, односно задњи крајеви офталмичног, горњовиличног и доњовиличног живца.
Мекелову дупљу образује дупликатура тврде мождане опне, а назив је добила по имену немачког анатома Јохана Фридриха Мекела Старијег (1724-1774).